# Ermal Kuqo
Ermal Kuqo (Ermal Kurtoğlu en turco) (Korçë, Albania, 12 de febrero de 1980) es un exjugador turco-albanés de baloncesto. Jugaba de pívot y su último equipo fue el Türk Telekom B.K. de la Liga de Baloncesto de Turquía.

## Trayectoria
Ha participado en el All-Star de la Liga de Baloncesto de Eslovenia de 2003 y en el de la Liga de Baloncesto de Turquía de 2005, 2007, 2008, 2011, 2013.
En la temporada 2008–2009 firma con el Pamesa Valencia por dos temporadas.
En la temporada 2009–2010 es rescindido por parte del Pamesa Valencia. Motivo por el que fichó por el Efes.

## Selección nacional
Ha sido internacional con la Selección de baloncesto de Turquía. Con su selección participó en el Campeonato Mundial de Baloncesto de 2006 disputado en Japón, alcanzando los cuartos de final.
También disputó el Campeonato Europeo de Baloncesto Masculino de 2005 de Serbia y Montenegro y en el Campeonato Europeo de Baloncesto Masculino de 2007 de España, llegando a la segunda fase en ambos torneos.
Desde 2010 es internacional con la Selección de baloncesto de Albania siendo su capitán

## Clubes
- 1992-95 SK Tirana (A1 Albania)
- 1995-99 Fenerbahçe S.K. (TBL)
- 1999-00 Fort Scott Community College (NJCAA)
- 2000-01 Seminole State (NJCAA)
- 2001-02 KK Split (A1 Liga/ABA)
- 2002-03 KK Pivovarna Lasko (UPC/ABA)
- 2003-08 Efes Pilsen S.K. (TBL)
- 2008-09 Pamesa Valencia (ACB)
- 2009-10 Efes Pilsen S.K. (TBL)
- 2010-11 Galatasaray Café Crown (TBL)
- 2011-13 Efes Pilsen S.K. (TBL)
- 2013-14 Banvit Basketbol Kulübü (TBL)
- 2014-15 Darüşşafaka S.K. (TBL)
- 2015-16 Türk Telekom B.K. (TBL)

## Palmarés

### Campeonatos nacionales
- Liga de Baloncesto de Turquía, 2003-04, Efes Pilsen S.K..
- Liga de Baloncesto de Turquía, 2004-05, Efes Pilsen S.K..
- Copa de Baloncesto de Turquía, 2005-06, Efes Pilsen S.K..